# Elliot Tiber

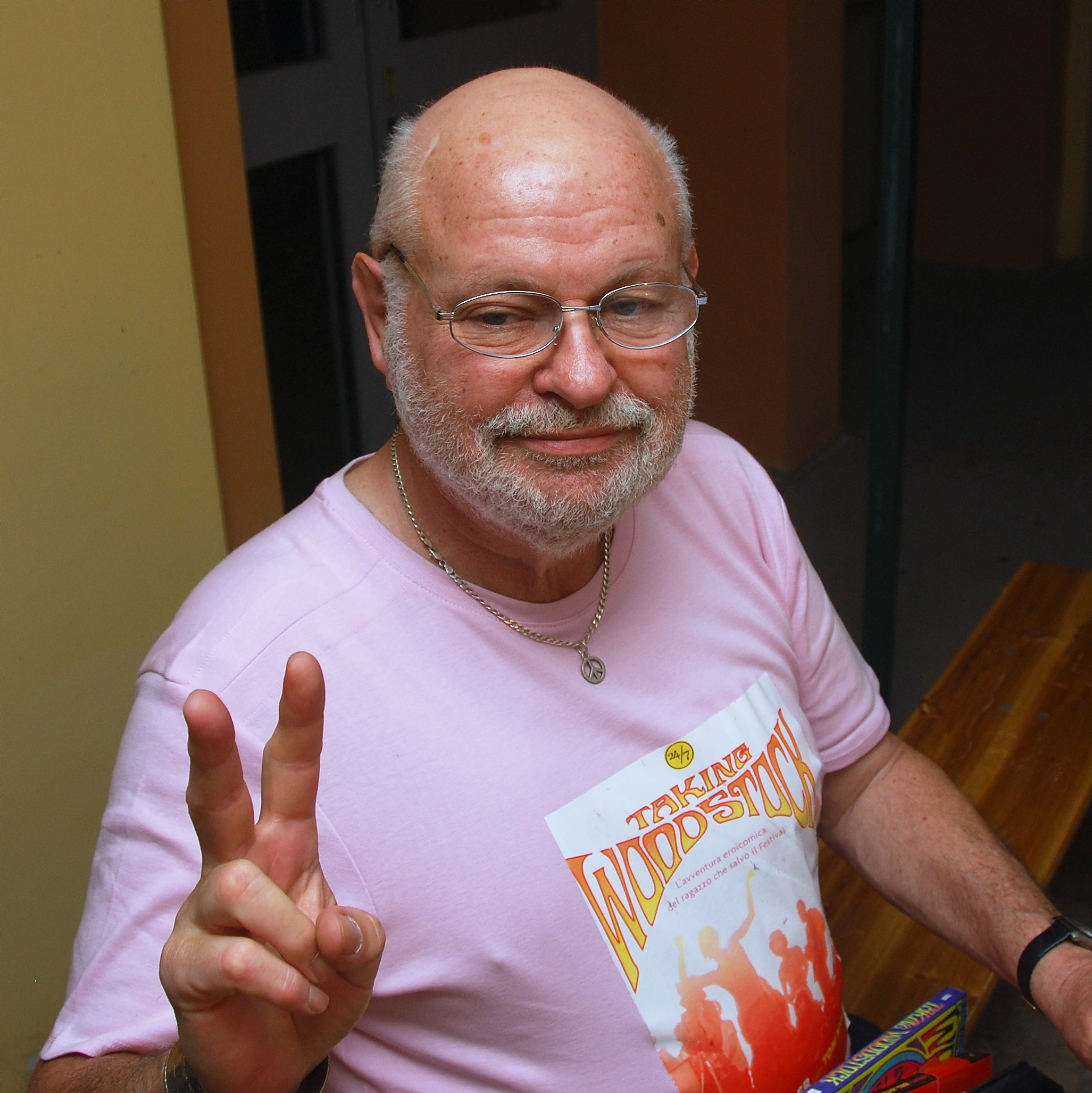
Elliot Tiber in Bologna (Juni 2009)

Elliot Tiber (* 15. April 1935 in Bensonhurst, Brooklyn, New York; † 3. August 2016 in Boca Raton, Florida; gebürtig Elliot Teichberg) war ein US-amerikanischer Maler, Comedian und Autor. Seine Erinnerungen, die er unter dem Titel „Taking Woodstock“ mit Koautor Tom Monte als Buch veröffentlichte, wurden von Ang Lee unter dem gleichen Titel verfilmt. In „Taking Woodstock“ schildert Tiber seine Rolle am Zustandekommen des Woodstock-Festivals.

## Biografie
Tiber wuchs in New York auf, wo er einen Abschluss am College erwarb. Tibers Eltern zogen 1955 nach White Lake in Bethel. Dort betrieben sie einen Gasthof namens „El Monaco Motel“. Tiber arbeitete als Maler und Dekorateur in Manhattan, am Wochenende half er seinen Eltern in Bethel.
In New York lebte er seine Homosexualität aus, von der seine Familie nichts wusste. In „Taking Woodstock“ beschreibt er, dass er Ende Juni 1969 an den Stonewall-Unruhen in der Christopher Street beteiligt war.
In Bethel wurde Tiber Präsident der örtlichen Handelskammer. Eines seiner Projekte in dieser Funktion war ein Musik- und Kunstfestival auf dem Gelände des El Monaco Motels, für das er sich die Genehmigung selbst ausgestellt hatte.
Als Tiber im Juli 1969 hörte, dass die Stadt Wallkill – eine Autostunde südlich von Woodstock – die Organisation des geplanten Woodstock-Festivals auf ihrem Gebiet abgelehnt hatte, setzte sich Tiber mit Michael Lang, einem der Veranstalter des Festivals, in Verbindung und bot ihm das El-Monaco-Gelände an. Bethel liegt seinerseits etwa eine Autostunde westlich von Wallkill.
Es zeigte sich, dass das Gelände zu klein war, daher brachte Tiber die Veranstalter mit seinem Nachbarn, dem Farmer Max Yasgur, in Verbindung. Auf dessen Ländereien fand das Festival dann im August 1969 statt. Dieser Darstellung Tibers widersprechen jedoch die beiden Hauptveranstalter des Woodstock-Festivals, Michael Lang und Artie Kornfeld. Sie wollen Yasgur ohne Tibers Vermittlung gefunden haben.
Laut Tiber war das El Monaco Motel das Hauptquartier der Woodstock-Veranstalter und während des Festivals eine Art Notaufnahme für Festivalteilnehmer, deren Drogentrips außer Kontrolle gerieten oder die sich verletzt hatten.
Nach dem Festival verkaufte Tiber das El Monaco. Mit seinem Freund, dem Regisseur André Ernotte, lebte er später bis zu dessen Tod 1999 in Belgien. Ernotte drehte 1976 einen französischsprachigen Film nach Tibers Buch Rue Haute (englisch High Street). Der Film war Belgiens Beitrag zur Oscarverleihung 1977 als bester fremdsprachiger Film, kam jedoch nicht in die Endauswahl.
2009 wurden seine Erlebnisse beim Woodstock Festival in dem Film Taking Woodstock verfilmt; Tiber wurde von dem Schauspieler Demetri Martin verkörpert.
Zuletzt lebte Tiber in Manhattan.

## Bücher von Elliot Tiber
- 1976: Rue Haute (High Street)
- 1994: Knock on Woodstock: The Uproarious, Uncensored Story of the Woodstock Festival, the Gay Man Who Made It Happen, and How He Earned His Ticket to Freedom
- 2007: Taking Woodstock (mit Tom Monte)
- 2010: Palm Trees On the Hudson